# Premis ATV 2009
Els XII Premis ATV corresponents a 2009 foren entregats per l'Acadèmia de les Ciències i les Arts de Televisió d'Espanya el 9 de juny de 2010. La cerimònia va tenir lloc a la sala verda dels Teatros del Canal de Madrid. Fou presentada per María Teresa Campos i retransmesa pel canal Veo 7, ja que cap de les grans cadenes va voler assumir la despesa de la retransmissió. La major part dels premis van anar a parar a programes de TVE, especialment Águila Roja.

## Premiats i nominats

### Programa informatiu
- Callejeros (Cuatro).
- Informe semanal (La 1 de TVE)
- Telediario (La 1 de TVE)

### Programa d'entreteniment
- El Hormiguero (Cuatro)
- El Intermedio (La Sexta)
- La hora de José Mota (La 1 de TVE)

### Programa infantil
- El Club de Pizzicato (La 2 de TVE)
- Los Lunnis (La 1 i La 2 de TVE)
- My Camp Rock (Disney Channel)

### Programa de ficció
- Águila Roja (La 1 de TVE)
- Aída (Telecinco)
- Cuéntame cómo pasó (La 1 de TVE)
- Doctor Mateo (Antena 3)

### Programa documental
- Comando Actualidad (La 1 de TVE)
- Españoles en el mundo (La 1 de TVE)
- Madrileños por el mundo (Telemadrid)

### Actriu de sèrie
- Adriana Ugarte (La Señora – La 1 de TVE)
- Ana Duato (Cuéntame cómo pasó – La 1 de TVE)
- Blanca Portillo (Acusados – Telecinco)

### Actor de sèrie
- Gonzalo de Castro (Doctor Mateo – Antena 3)
- Imanol Arias (Cuéntame cómo pasó – La 1 de TVE)
- Lluís Homar (23-F: El día más difícil del Rey – La 1 de TVE i TV3)

### Guió
- Antonio Sánchez, Nando Abad, Raúl Díaz, Benjamín Herranz, Iñaki San Román i Sonia Pastor (Aída - Telecinco)
- Eduardo Ladrón de Guevara, Alberto Macías, Curro Royo, Marisol Farré, Jacobo Delgado, Laura García Posusa, Sonia Sánchez i Bernardo Sánchez Salas (Cuéntame cómo pasó – La 1 de TVE)
- Equip de guionistes de Buenafuente (La Sexta)

### Director
- Agustín Crespi, Antonio Cano, Gracia Querejeta, Azucena Rodríguez, Moisés Ramos i Antonio Cuadri (Cuéntame cómo pasó – La 1 de TVE)
- Carolina Cubillo (Callejeros i Callejeros Viajeros - Cuatro)
- Pablo Motos i Jorge Salvador (El Hormiguero – Cuatro)

### Realitzador
- Antonio Casado (Telediario i Tengo una pregunta para usted – La 1 de TVE)
- Belén Macias, Jorge Torregrosa i Salvador García (La Señora – La 1 de TVE)
- Gabriel García (Cuéntame cómo pasó – La 1 de TVE)

### Productor
- César Ruiz de Diego y Miguel Tourón (Águila Roja – La 1 de TVE)
- Joan Bas i Jaume Banacolocha (La Señora – La 1 de TVE)
- Miguel Ángel Bernadeau (Cuéntame cómo pasó – La 1 de TVE)

### Direcció de fotografia i il·luminació
- David Arribas, Gonzalo Flórez, Adolfo Hernández i Javier Castrejón (Águila Roja – La 1 de TVE)
- José Luis Alcaine (Doctor Mateo – Antena 3)
- Tote Trenas (Cuéntame cómo pasó, UCO i Cambio Climático- La 1 de TVE i National Geographic)

### Presentació de programes informatius
- Ana Blanco (Telediario 1 i Tengo una pregunta para usted – La 1 de TVE)
- Matías Prats (Antena 3 Noticias 2 – Antena 3)
- Pepa Bueno (Telediario 2 i Los Desayunos de TVE – La 1 de TVE)

### Presentació de programes d'entreteniment
- Andreu Buenafuente (Buenafuente – La Sexta)
- José Miguel Monzón. Wyoming. (El Intermedio – La Sexta)
- Susanna Griso (Espejo público – Antena 3)

### Direcció d'art i escenografia
- Fernando González, Laura Herrera, David Temprano, Héctor G. Bertrand i Xabi Iriondo (Águila Roja– La 1 de TVE)
- Gonzalo Gonzalo, Roberto Carvajal, Manolo López, Fernando Navarro, Carlos Llanos i Beatriz Luján (Cuéntame cómo pasó – La 1 de TVE)
- Marcelo Pacheco i Pepe Reyes (La Señora – La 1 de TVE)

### Maquillatge i caracterització
- Blanca Díaz Hisado, Rebeca Domingo, Sheila Moran, Inés Díaz, Marta Almazán i Ana Velaz (Águila Roja – La 1 de TVE)
- Equipo de Maquillaje y Caracterización de Polònia (Polònia -TV3)
- Montse Buqueras y Sergio Pérez (23-F: El día más difícil del Rey- La 1 de TVE i TV3)

### Música per televisió
- Daniel Sánchez de la Era (Águila Roja – La 1 de TVE)
- Federico Jusid (La Señora – La 1 de TVE)
- Mario de Benito, Fernando Oti, Luis Mendo i Bernardo Fuster (Cuéntame cómo pasó – La 1 de TVE)

### Canal temàtic
- Canal 24 horas (TVE)
- Canal Historia
- Disney Channel

### Pel·lícula per televisió (Telefilm)
- 23-F: El día más difícil del Rey (La 1 de TVE)
- Flor de Mayo (Canal 9)
- Un burka por amor (Antena 3)

### Premi a tota una vida
- José Ángel de la Casa

### Reconeixement internacional
- Hernán Zin

## Premis autonòmics
Els premis als millors Programes Autonòmics (Informatiu, entreteniment, infantil, ficció i documental) seran votats pel Consell de l'Acadèmia en una reunió que tindrà lloc en els pròxims dies. En aquesta trobada els representants de l'Òrgan Assessor de la Institució -compost per representants de la Junta Directiva, cadenes de televisió nacionals i autonòmiques, ONO i recentment Veig 7.

### Millor programa autonòmic informatiu
Cobertura Informativa dels atemptats terroristes de juliol i agost a Mallorca (IB3 Televisió) 

### Millor programa autonòmic d'entreteniment
Casal Rock (TV3)

### Millor programa autonòmic de ficció
L'Alqueria Blanca (TVV)

### Millor programa autonòmic documental
Postales de Madrid para el Siglo XXI (Telemadrid)

### Millor Programa autonòmic infantil
Go!azen (ETB)